# Phostria albescentalis
Phostria albescentalis là một loài bướm đêm trong họ Crambidae.